# Jan-Carl Raspe
Jan-Carl Raspe (n. 24 iulie 1944, Seefeld, Austria, d. 18 octombrie 1977) a fost un terorist vest-german, membru al organizației Rote Armee Fraktion.
A studiat sociologia în Berlinul de Vest, și s-a alăturat RAF-ului în toamna anului 1970.
Arestat la Frankfurt am Main la 1 iunie 1972 împreună cu Andreas Baader și Holger Meins.
S-a împușcat în închisoarea Stammheim la 18 octombrie 1977.